# Marjorie Weinman Sharmat
Marjorie Weinman Sharmat (* 12. November 1928 in Portland, Maine; † 12. März 2019 in Munster, Indiana) war eine US-amerikanische Kinderbuchautorin mit über 130 erschienenen Büchern.

## Leben
Sharmats erste veröffentlichte Arbeit war ein Slogan für die Frühlingswerbung der W.T. Grant Company. Diese Arbeit war vier Wörter lang und brachte ihr 50 US-Dollar ein. Am 24. Februar 1957 heiratete sie Mitchell Brenner Sharmat. Das Paar hatte zwei Söhne, wodurch ihr Interesse an Kinderbüchern geweckt wurde. 
1967 wurde Sharmats erstes Buch Rex von Harper und Row veröffentlicht. Mit ihrem dritten Buch Nate the Great (auf Deutsch: Nick Nase), welches 1972 erschien, gelang ihr der Durchbruch. Aus Nate the Great wurde eine Serie für Leseanfänger. In den Büchern löst Nate (benannt nach Sharmats Vater) mysteriöse Fälle. Ihr erster Jugendroman, I Saw Him First, wurde 1989 herausgegeben. Seitdem hat sie zahlreiche Romane für diese Altersgruppe geschrieben.
In all den Jahren kommentierte Sharmats Ehemann ihre Arbeit, weil sie eine zweite objektive Meinung zu ihrem Werk haben wollte. Nach einer Weile machte er nicht mehr nur Anmerkungen zu ihren Texten, sondern korrigierte diese auch und half ihr aus Zeiten kreativer Sackgassen herauszukommen. Schließlich schrieb Mitchell eigene Bücher. Sharmat und ihr Ehemann verfassten auch mehrere Bücher zusammen.

## Werke (Auswahl)
- 1967 – Rex
- 1970 – Gladys Told Me to Meet Her Here
- 1972 – Nate the Great, Illustrationen von Marc Simont, New York: Coward, McCann & Geoghegan (dt. Nick Nase, 1989- )
- 1974 – I Want Mama, Illustr. Emily Arnold McCully, 1974 (dt. Mama liegt im Krankenhaus, Reinbek bei Hamburg: Carlsen, 1976)
- 1975 – I Am Not Oscar's Friend Anymore
- 1978 – Fat Enormous Lie
- 1979 – Am Not a Pest
- 1980 – Gila Monsters Meet You at the Airport
- 1983 – I Saw Him First  – erster Jugendroman
- 1986 – Hooray for Mother's Day
- 1987 – Hooray for Father's Day

- 1989–1991 (4) – Oliva Sharp, Text von Marjorie und Mitchell Sharmat, Illustr. Denise Brunkus (dt. (3) Bella Bond, Ravensburger Buchverlag, Illustr. Franziska Harvey, 2008–2009)